# Give It Up to Me
«Give It Up to Me» (укр. «Дай це мені») — третій сингл колумбійської співачки Шакіри з однойменного альбому, випущений 10 листопада 2009 року лейблом Epic. Співачка виконує пісню разом з репером Lil' Wayne, спродюсував же композицію хіп-хоп продюсер Тімбеленд.

## Список композицій
Стандартне завантаження музики
США: 10 листопада 2009, Австралія: 22 січня 2010
1. «Give It Up to Me» з Lil' Wayne — 3:03

Цифрове завантаження в Австралії (EP)
29 січня 2010
1. «Give It Up to Me» з Lil' Wayne — 3:03
2. «Did It Again» з Кідом Каді (1-й ремікс) — 5:58
3. «Did It Again» з Кідом Каді (2-й ремікс) — 7:41

Офіційне завантежння реміксів
США та Австралія: лютий 2010

1. «Give It Up to Me» ремікс з [B.O.B. Music] — 3:03

## Чарти
| Чарт                                    | Найвища позиція |
| --------------------------------------- | --------------- |
| Австралія (ARIA Physical Singles Chart) | 3               |
| Канада (Canadian Hot 100)               | 21              |
| США Billboard Hot 100                   | 23              |
| США (Pop Songs)                         | 21              |